# Miniacina miniacea
Miniacina miniacea (Pallas, 1766) è un foraminifero della famiglia Homotrematidae.
È un organismo unicellulare che costruisce dei gusci calcarei multicamerati di colore rosa.

## Caratteristiche
Vive in genere sulle foglie e sui rizomi di Posidonia oceanica. Una volta morti gli organismi, le loro conchiglie cadono sul fondale e possono venire trasportate dalle correnti fino a riva. Qui possono dar luogo alla caratteristica colorazione rosa di alcune spiagge, come avviene nella Spiaggia Rosa dell'isola di Budelli nell'Arcipelago della Maddalena, nella spiaggia dello Stagno di Sa Curcurica a Orosei e a Elafonīsi nell'isola di Creta